# Королівська змія
Королівська змія (Lampropeltis) — рід неотруйних змій з родини вужеві. Має 14 видів.

## Опис
Загальна довжина представників цього роду коливається від 50 см до 2 м. Мають яскраве контрастне забарвлення, завдяки якому вони отримали популярність. Зазвичай малюнок складається з численних різнокольорових кілець, часто зустрічається поєднання червоного, чорного й білого кольорів. Луска гладенька або слабкокілевата, що надає цим зміям глянцевий блиск.

## Спосіб життя
Полюбляють хвойні ліси, чагарникове рідколісся, луги, напівпустелі, морські узбережжя, гори. Ведуть наземний спосіб життя. Харчуються зміями, зокрема й отруйні. Принагідно не гребують ящірками та дрібними гризунами. Мають схильність до канібалізму.
Мають непросту вдачу. З огляду на те, що в природі вони живляться в основному зміями, тримати їх потрібно строго поодинці. Навіть самців з самками в період спарювання зсаджує треба з великою обережністю. Однак до людини ці змії зазвичай неагресивні, їх досить легко вдається привчити до рук.
Це яйцекладні змії.

## Розповсюдження
Мешкають у Північній та Центральній Америці.

## Види
- Lampropeltis alterna
- Lampropeltis californiae
- Lampropeltis calligaster
- Lampropeltis extenuatum
- Lampropeltis getula
- Lampropeltis holbrooki
- Lampropeltis mexicana
- Lampropeltis nigra
- Lampropeltis pyromelana
- Lampropeltis ruthveni
- Lampropeltis splendida
- Lampropeltis triangulum
- Lampropeltis webbi
- Lampropeltis zonata